# Gaisburger Marsch
La Gaisburger Marsch (dal tedesco, Marcia di Gaisburg), talora indicato come Verheierte (dallo svevo sposato, con riferimento ai diversi ingredienti uniti insieme), Kartoffelschnitz und Spätzle (dal tedesco, patate a fette e Spätzle) o Böckinger Feldgeschrei (dal tedesco, grido di battaglia di Böckingen) è una pietanza sveva.

## Ricetta
Si tratta di un piatto unico: viene preparato un brodo di carne di manzo, carote, cipolle e sedano rapa. La carne bollita viene tagliata a cubetti, che vengono messi in un piatto con le patate bollite tagliate a fette e gli Spätzle. Nel piatto viene poi aggiunto il brodo bollente, ed una guarnizione di cipolle appassite nel burro e prezzemolo tritato.

## Il nomeGaisburger Marsch
Il nome con cui il piatto è maggiormente noto, Gaisburger Marsch, deriva da Gaisburg, quartiere di Stoccarda, che gli dedica annualmente una festa.
Secondo una versione, i cadetti di stanza a Stoccarda avevano sviluppato, nel XIX secolo una passione per questa pietanza, servita nella taverna Bäckerschmide, nel quartiere di Gaisburg. Siccome, nel tragitto dalla caserma alla taverna, i cadetti dovevano tenere un passo marziale, il piatto prese il nome di Marcia di Gaisburg.
Secondo un'altra versione, la marcia era invece quella delle donne del quartiere, cui era concesso portare, una volta al giorno, un'unica ciotola di cibo ai mariti prigionieri di guerra. La ciotola veniva dunque riempita con diversi cibi nutrienti.